# انمشارا
انمشارا (سومری: 𒀭𒂗𒈨𒊹𒊏 Enmešarra،  «سَرور همه مه) خدایی بین‌النهرینی در ارتباط با دنیای مردگان بین‌النهرین باستان بود.

## شخصیت
نام انشمارا در زبان سومری به معنای «سَرور همهٔ مه (عصاره‌ها)» است.

## اساطیر
اسطوره انلیل و نامزیتارا مستقیماً به رویارویی بین انلیل و انمشارا اشاره دارد که گاهی اوقات در میان پژوهشگران از آن به عنوان «اسطوره انمشارا» یاد می‌شود.

## پرستش
پرستش انمشارا از دوره سلسله سوم اور گواهی شده است.